# William Monson (1er vicomte Monson)
William Monson, 1er vicomte Monson (mort vers 1672) ou vicomte Mounson est l'un des régicides du roi Charles Ier d'Angleterre .
Monson est fait chevalier en 1623 et créé vicomte Monson de Castlemaine (pairie d'Irlande) en 1628. Il est élu député de Reigate en 1640, 1645 et 1648. Il est nommé comme l'un des juges du roi, mais n'assiste qu'à trois séances. Après la Restauration de la monarchie en 1660, il est condamné par le Parlement à la dégradation de ses honneurs et titres et à la prison à vie. Il meurt à la Prison de la Fleet vers 1672 .

## Biographie
William Monson est le fils de l'amiral William Monson (amiral) (en) et de Dorothy Smith, fille de Richard Wallop de Bugbrooke, Northamptonshire. Il est proposé sans succès comme favori de la cour en 1618 par le comte de Suffolk, mais est fait chevalier le 12 février 1623 et élevé à la pairie d'Irlande en tant que baron Monson de Ballingard, comté de Limerick et vicomte Monson, de Castlemaine, comté de Kerry, par lettres patentes datées du 23 août 1628. Le 13 août 1633, il devient membre de Gray's Inn . Par son premier mariage, il acquiert un domaine à Reigate, Surrey, mais en raison de ses habitudes dissolues, il est bientôt endetté. Il refuse de payer l'argent du navire et lorsqu'il est élu député de Reigate, le 21 octobre 1640, il s'oppose à la cour et est par la suite membre du comité pour Surrey. Sa troisième épouse, Elizabeth, est considérée comme une féministe précoce. Elle est réputée, avec l'aide de ses servantes, avoir attaché son mari nu au montant du lit et l'avoir fouetté parce qu'elle n'était pas d'accord avec ses opinions politiques. Malgré cela, il soutient le côté parlementaire.
Nommé l'un des juges du roi Charles, il assiste aux séances les 20, 22 et 23 janvier 1649, mais refuse de prendre part à l'ultime procédure. Il est cependant placé par le parlement dans le comité désigné pour recevoir et prendre note de la dissidence de tout membre du vote du 5 décembre 1648. Le 19 juillet 1649, il tente de persuader la chambre de croire que la somme de 4 500 £ lui est due au titre des arriérés de pension dus à sa défunte épouse la comtesse de Nottingham mais il perd sa motion par deux voix. Le Parlement croupion, lorsqu'il est rétabli en mai 1659, est obligé, pour former un quorum, d'envoyer chercher Monson et Henry Marten de la prison de Fleet, où ils sont tous deux incarcérés pour dettes.
À la Restauration, il est exclu de la grâce générale accordée en vertu de l'Acte d'oubli, et lors de sa reddition le 21 juin, il est emprisonné à la Fleet. Le 1er juillet 1661, il est jugé à la barre de la Chambre des communes et, après avoir été contraint d'avouer son crime, il est dégradé de tous ses honneurs et titres et privé de sa propriété. Il est également condamné à être tiré de la Tour à travers la ville de Londres jusqu'à Tyburn, et ainsi de suite, avec un licou autour du cou, et à être emprisonné à vie. En demandant à la Chambre des Lords le 25 juillet de remettre ce qu'il y avait de plus ignominieux dans sa peine, Monson déclare que son intention en siégeant au procès du roi était, si possible, d'empêcher « cet horrible meurtre ». La partie ignominieuse de la sentence est dûment exécutée chaque année à l'anniversaire de la sentence du roi (27 janvier). Monson semble être mort dans la prison de Fleet vers 1672. Son domaine à Reigate est accordé au James, duc d'York.

## Famille
Monson épouse,
- Margaret (morte en 1639), fille de James Stuart (2e comte de Moray) (en), et veuve de Charles Howard (1er comte de Nottingham) (1536-1624)[2]
- Frances, fille de Thomas Alston de Polstead, Suffolk, dont il a un fils Alston (mort en 1674 sans postérité)[2]
- Elizabeth (morte en 1695), deuxième fille de George Reresby, de Thrybergh, Yorkshire, veuve de Francis Foljambe, 1er baronnet, d'Aldwark dans le même comté, et d'Edward, fils cadet de John Horner of Mells, Somerset. Par sa dernière femme (qui épouse, en quatrièmes noces, Adam, fils aîné de Henry Felton de Playford, Suffolk), il a une fille unique, Elizabeth, mariée d'abord à Philip Hungate, de Saxton, Yorkshire ; et, remariée à Lewis Smith de Wotton, Warwickshire[17]. Sur l'intercession de son neveu, John Reresby, Lady Monson est restaurée dans son titre de vicomtesse Castlemaine[18].